# Screen Actors Guild
Die Screen Actors Guild (SAG) war eine Gewerkschaft für Schauspieler in den Vereinigten Staaten. Gegründet wurde die Screen Actors Guild im Jahr 1933 in Los Angeles. Sie vertrat bis zur Vereinigung mit der 1937 gegründeten American Federation of Television and Radio Artists (AFTRA) rund 120.000 Künstler. Die Screen Actors Guild war Stifterin der jährlich verliehenen Filmpreise Screen Actors Guild Life Achievement Award (seit 1962) und Screen Actors Guild Award (seit 1995). Am 30. März 2012 wurde sie mit der AFTRA zur SAG-AFTRA vereinigt.